# Gé Madern
Gé Madern (Rotterdam, 29 juni 1921 — Enschede, 4 december 2004) was een Nederlands decorontwerper en decorbouwer.
Madern volgde zijn opleiding tot decorschilder (scenograaf) aan de kunstacademies van Den Haag en Rotterdam. Na de oorlog maakte hij de eerste decors in de weer opgebouwde schouwburg van Rotterdam voor onder andere het Rotterdams Toneel en de Rotterdamse Comedie. Daarbuiten voorzag hij menig amateurtoneel- en revuegezelschap van decors. Bij de oprichting van Opera Forum (voorganger van de Nationale Reisopera) werd hij naar Enschede gehaald.
Tot in de jaren zeventig deed hij de ontwerpen en uitvoering bij Opera Forum. Madern wilde echter nooit in vaste dienst, het belemmerde hem in zijn andere activiteiten voor andere gezelschappen en hij maakte bijvoorbeeld ook interieurs voor de Grolsch brouwerijen. Maar het beleid werd gewijzigd bij Opera Forum, het ballet werd overbodig geacht en men haalde steeds vaker ontwerpers en regisseurs uit het buitenland. Kleinere schouwburgen werden van de speellijst geschrapt en Madern kreeg minder opdrachten voor de ontwerpen. Inmiddels waren er zoveel amateurgezelschappen en anderen klant bij hem, dat hij zich steeds meer daarop ging toeleggen.
Hij maakte de decors voor de regionaal bekende Wierdense Revue en voor Herman Finkers en deed nog maar zelden werk voor Opera Forum. Zijn leerling Matthieu van den Bos nam in 1986 de zaak over onder de naam ArtDekor, maar Madern bleef erbij betrokken. Met regelmaat kwam hij naar het atelier en soms ging hij voor zijn plezier mee aan een voorstelling bouwen om het resultaat te zien.
Madern was tot op hoge leeftijd actief, zo deed hij in 2002 het lichtontwerp voor Jesus Christ Superstar een bewerking voor de vocale theatergroep Studio 65, waar hij erelid van was. Op vrijdag 26 november 2004 ontving hij in Enschede een lintje en werd benoemd tot Lid in de Orde van Oranje-Nassau, een Koninklijke onderscheiding. Een erkenning voor persoonlijke bijzondere verdiensten als decorbouwer, ook buiten Twente. Van collega's in de theaterwereld ontving hij de "gouwe gozer".
In 2000 werd in Enschede de Stichting Madern opgericht. een van de taken van de stichting is het beheren van het appartement van Gé Madern, dat er uit zit als een klein museum. Het huis is naar zijn eigen inzicht ingericht en veel meubelen zijn door Madern zelf gemaakt. Zo schiep hij de theatrale achtergrond van zijn eigen bestaan.
Decorontwerper Gé Madern wordt in Enschede in één adem genoemd met tekstschrijver Willem Wilmink, en componist Harry Bannink. Zij worden de cultuurdragers van Enschede genoemd. Voor de omgeving van het "Muziekkwartier", bestaan plannen om bij de naamgeving van de straten en pleinen deze Enschedese cultuurdragers niet te vergeten.
Gé Madern trouwde in de jaren vijftig in Rotterdam met kunstschilderes Christien Beijerling, het stel kreeg een dochter, maar het huwelijk hield geen stand.
In 2000 verscheen bij de Madern Stichting de autobiografie van Gé Madern onder de titel 
Herinneringen aan de eerste jaren van het decoratelier van Opera Forum. Het boek bestrijkt de periode 1944 tot 1970.